# Cmentarz żydowski w Birczy
Cmentarz żydowski w Birczy – kirkut społeczności żydowskiej niegdyś zamieszkującej Birczę, znajdujący się przy ulicy Cmentarnej obok nowego cmentarza komunalnego. Nie wiadomo dokładnie kiedy powstał. Leży na południowym zboczu wzgórza i zajmuje powierzchnię około 1 ha. Od strony zachodniej, czyli cmentarza komunalnego odgrodzony jest murem, jego część południowa podmywana jest przez potok Korzonka. Na cmentarzu znajduje się około 20 zachowanych, wykonanych z piaskowca macew, z tego część przewróconych. Najstarszy odczytany nagrobek pochodzi z 1806.
Reszta macew została użyta przez hitlerowców w czasie II wojny światowej do brukowania ulic Birczy oraz do wzmocnienia przyczółków mostu na Sanie w Iskani.

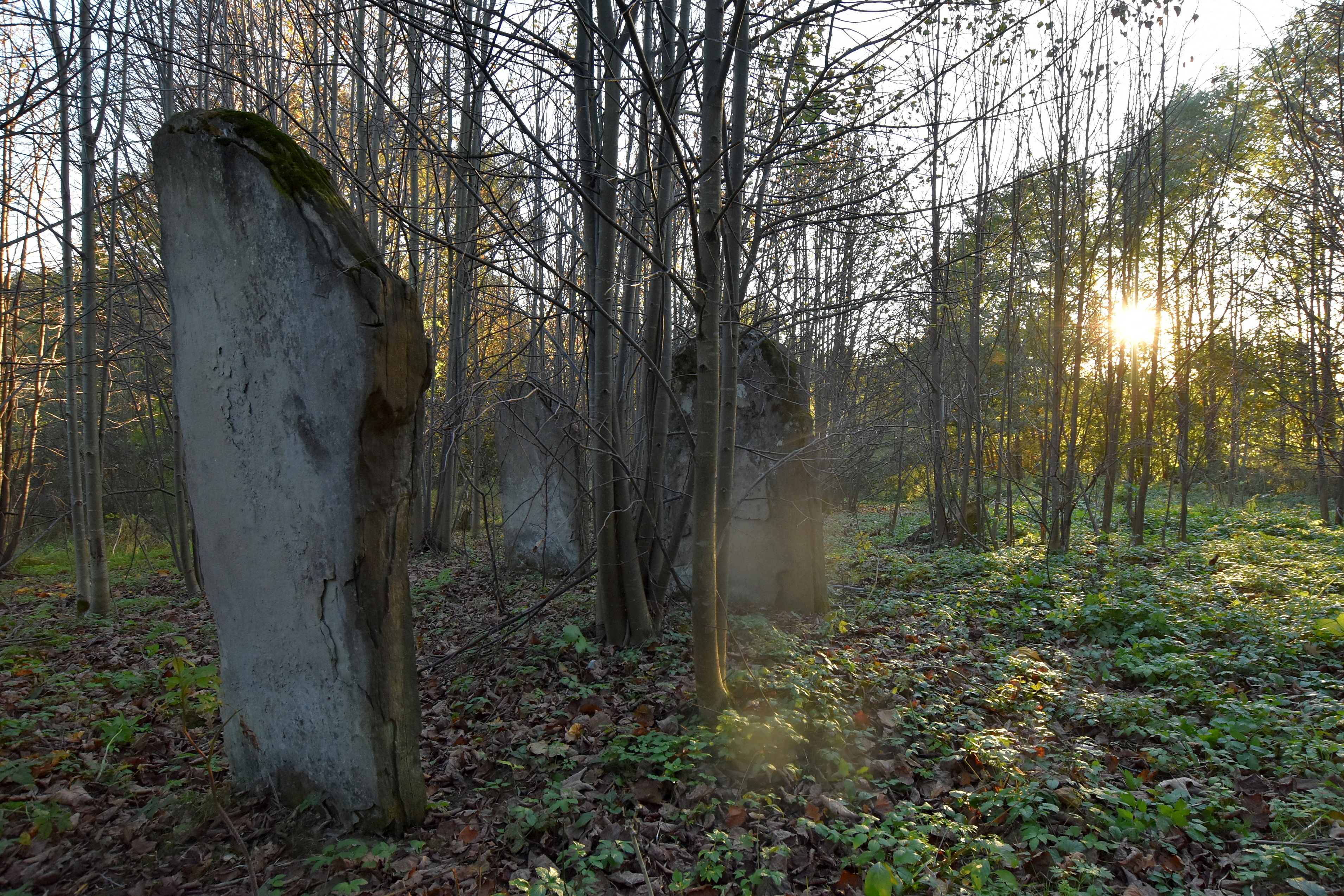
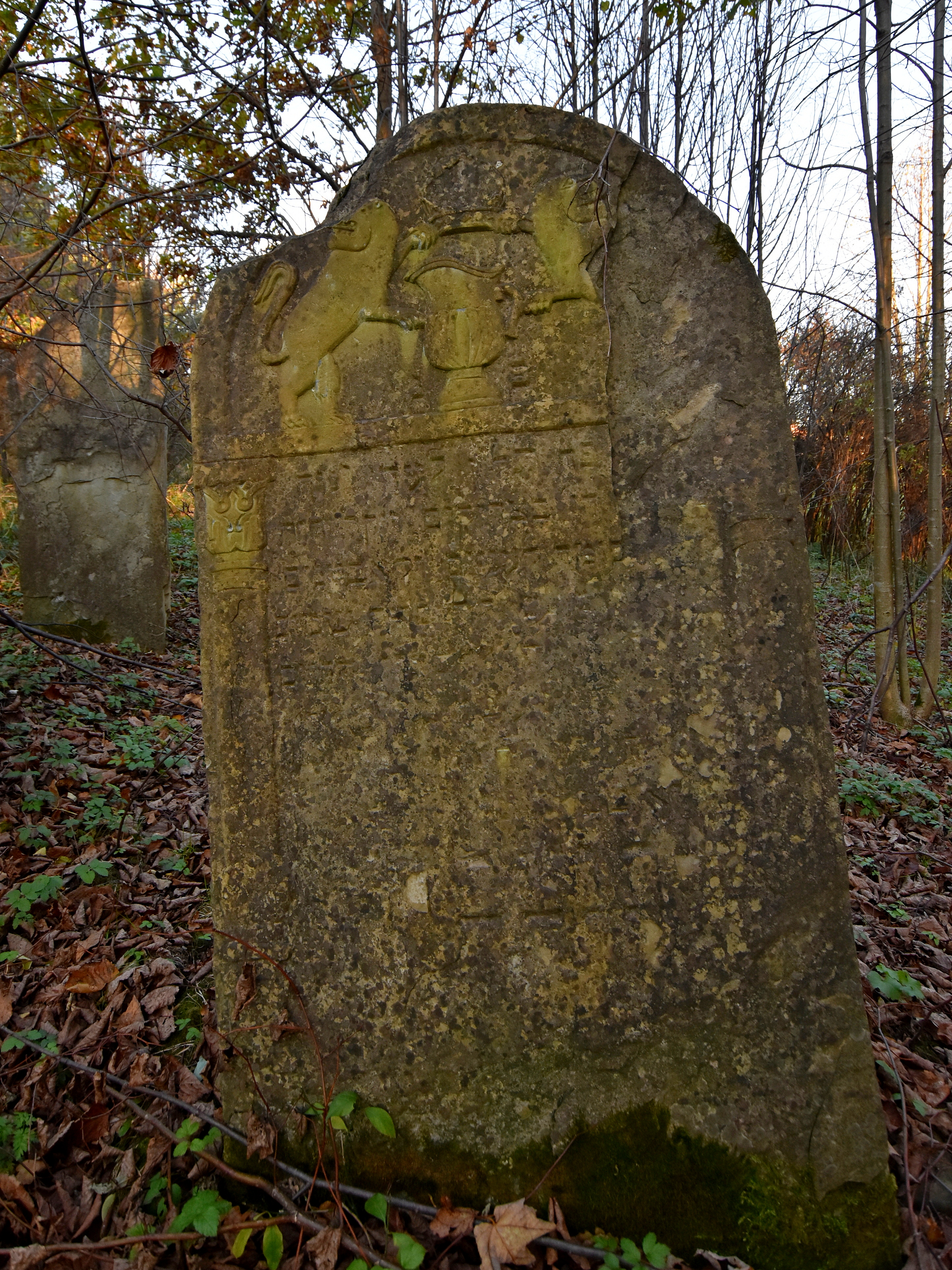
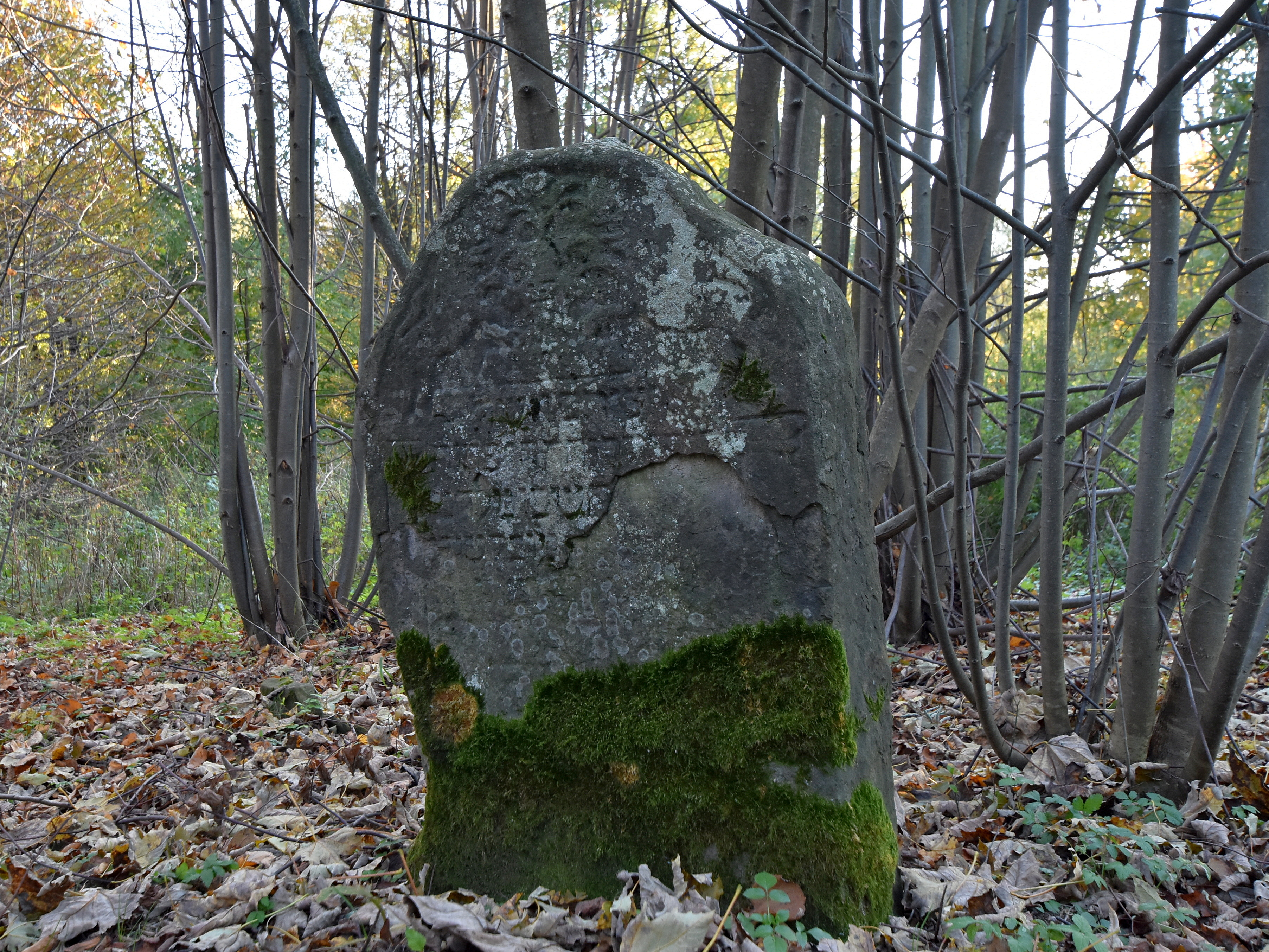